# フィジー海軍艦艇一覧
フィジー海軍艦艇一覧は、フィジー共和国海軍が過去保有した、または現在保有する、または将来保有する予定の、未完成・計画中止を含めた歴代艦艇一覧である。
凡例

## 現有勢力（2024年現在）
- 国防予算：4,360万ドル[1]
- 海軍人員：300名[1]
- 艦船隻数：6隻（排水量20t以上）[1]

哨戒艇×4
測量艇×2

## 艦艇一覧（近代海軍）

### 哨戒艦艇
- 哨戒艇
  - パシフィック級哨戒艇
Kula (201)、Kikau (202)、Kiro (203)